# Global Underwater Explorers

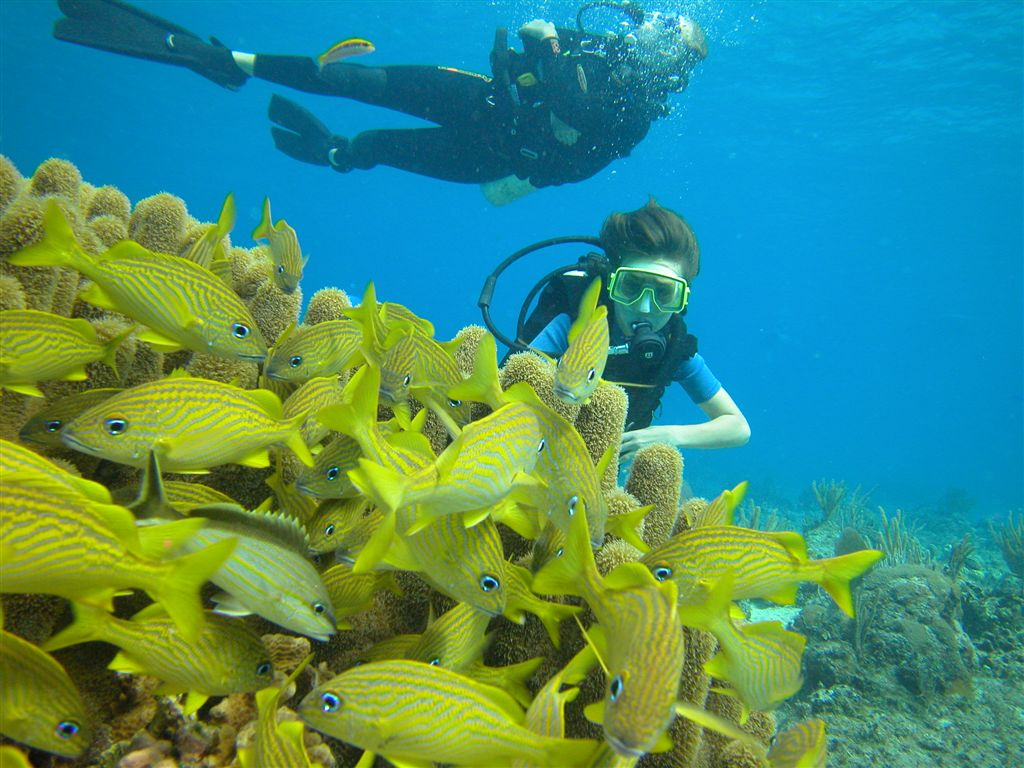
En bild på två dykare

Global Underwater Explorers (GUE) är en dykutbildningsorganisation grundad av Jarrod Jablonski som utbildar dykare inom teknisk dykning och grottdykning.